# Joseph Michael Sullivan
Joseph Michael Sullivan (* 23. März 1930 in Brooklyn; † 7. Juni 2013 in East Meadow, New York) war ein US-amerikanischer Weihbischof im Bistum Brooklyn.

## Leben
Joseph Michael Sullivan, aus einer Familie mit elf Kindern stammend, besuchte das Manhattan College in der New-Yorker Bronx und trat 1950 in das Immaculate Conception Seminary in Huntington, N.Y., ein. Er studierte Katholische Theologie und Philosophie und empfing am 2. Juni 1956 die Priesterweihe. Er war ein der Seelsorge des Bistums Brooklyn tätig und absolvierte ein Masterstudium in Sozialarbeit an der Fordham University (1961) und öffentlichen Verwaltungswissenschaften an der New York University (1971). 1968 wurde er Direktor der Catholic Charities in Brooklyn und Queens.
Papst Johannes Paul II. ernannte ihn am 4. Oktober 1980 zum Titularbischof von Suliana und Weihbischof in Brooklyn. Die Bischofsweihe spendete ihm der Bischof von Brooklyn, Francis J. Mugavero, am 24. November desselben Jahres; Mitkonsekratoren waren Charles Richard Mulrooney, Weihbischof in Brooklyn, und John Joseph Snyder, Bischof von Saint Augustine. Am 12. Mai 2005 nahm Papst Benedikt XVI. seinen altersbedingten Rücktritt an. Sullivan wurde bei einem Autounfall am 30. Mai 2013 auf dem Long Island Expressway schwer verletzt und starb eine Woche später an den Folgen des Unfalls im Nassau University Medical Center.
Sullivan engagierte sich in zahlreichen katholischen Wohlfahrtseinrichtungen, insbesondere in Brooklyn and Queens. Er war wesentlich an der Gründung der St. Vincent’s Catholic Medical Centers beteiligt. Er war Vorsitzender des Social Development and World Peace Department der US-amerikanischen Bischofskonferenz.